# Xanthorrhoea australis
Xanthorrhoea australis is een grasboom uit de familie Xanthorrhoeaceae. De soort komt voor in het zuidoosten van Australië, in de deelstaten Zuid-Australië, Victoria en New South Wales en op het eiland Tasmanië.